# Arrondissement Boussac
Boussac is een voormalig arrondissement in het departement Creuse in de Franse regio Nouvelle-Aquitaine. Het arrondissement werd op 17 februari 1800 gevormd en op 10 september 1926 opgeheven. De vier kantons werden bij de opheffing verdeeld over de arrondissementen Aubusson en Guéret.

## Kantons
Het arrondissement was samengesteld uit de volgende kantons:
- kanton Boussac - toegevoegd aan het arrondissement Guéret
- kanton Chambon-sur-Voueize - toegevoegd aan het arrondissement Aubusson
- kanton Châtelus-Malvaleix - toegevoegd aan het arrondissement Guéret
- kanton Jarnages - toegevoegd aan het arrondissement Guéret